# راتناوان وامالون
راتناوان وامالون (انگلیسی: Rattanawan Wamalun؛ زادهٔ ۱۵ ژوئیهٔ ۱۹۹۵) وزنه‌بردار اهل تایلند است.